# كنيسة أتيني سيوني
كنيسة أتيني سيوني ((بالجورجية: ატენის სიონი) (بالإنجليزية: Ateni Sioni Church)‏ هي كنيسة أرثوذكسية جورجية تعود إلى أوائل القرن السابع في قرية أتيني، وهي تقع على بعد حوالي 10 كيلومتر (6.2 ميل) جنوب مدينة غوري بـجورجيا، كما تقع في محيط وادي نهر تانا المعروف ليس فقط بالمعالم التاريخية ولكن أيضًا بالمناظر الطبيعية الخلابة والنبيذ، اسم «سيوني» مشتق من جبل صهيون في القدس.
تُعد كنيسة سيوني مثالًا مبكرًا على «كنيسة ذات أربعة أعمدة وأربعة منافذ» أي ما يُعرف بـ رباعية المحارة، تبلغ مساحة الكنيسة الصليبية 24 مترًا × 19.22 مترًا، وتواجه واجهاتها أحجار رمادية خضراء مستطيلة منحوتة ومزخرفة بأناقة بالزخارف والرسومات التصويرية، الكنيسة ليست مؤرخة ولكنها تشبه إلى حد كبير في تصميمها دير دير جفاري في متسخيتا، الذي يُعتبر سبقها عمومًا، وبالتالي فقد وصف بعض المؤرخين بالفن كنيسة سيوني بأنها تنتمي إلى مجموعة كنائس «جفاري»، يعتبر تودوساك -الذي ورد ذكره في نقش أرميني غير مؤرخ على الواجهة الجنوبية والذي كان فيه «أنا تودوساك باني هذه الكنيسة المقدسة»- مهندسًا أرمنيًا للكنيسة الأصلية أو في أواخر القرن العاشر.

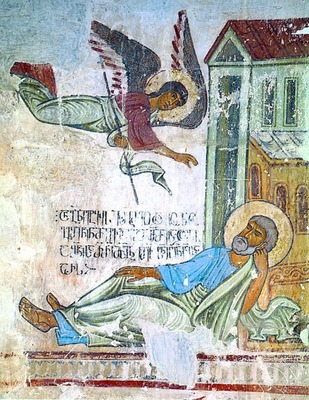
"حلم يوسف". جدارية من أتيني.

تحتوي أسوار الكنيسة على أقدم النقوش المعروفة في نوسخوري أو نوشكا ختسوري، وهي إحدى نسخ الأبجدية الجورجية المبكرة التي يرجع تاريخها إلى عام 835، تم العثور على أقدم الأمثلة المعروفة لمخضرولي -نظام كتابة جورجية مستخدمة حاليًا- أيضًا في كنيسة أتيني سيوني وتاريخه إلى الثمانينيات، تحيي إحدى النقوش على الكنيسة ذكرى أدارناس الأول من تاو كلارجيتي أول نبلاء باغراتيد الجورجي الموثق الذي كان والد أشوت الأول مؤسس الخط الملكي الجديد لجورجيا.
بالقرب من الكنيسة توجد أنقاض مدينة أتيني المحصنة التي تعود إلى العصور الوسطى (قرى ديدي أتيني وباتارا أتيني الحديثة).